# Famille Cattaneo
Pour les articles homonymes, voir Cattaneo.
La famille Cattaneo (en ligure : Catànio)  est une grande famille génoise, qui a joué un rôle important dans l'histoire de la république de Gênes, en donnant cinq doges à celle-ci.

Blason de la famille Cattaneo.

## Personnalités
- Simonetta Vespucci (1453-1476). Elle est mieux connue pour avoir servi de modèle à plusieurs peintres, dont Sandro Botticelli ;
- Oberto Cattaneo Lazzari (1473–1533), le 46e doge de Gênes ;
- Leonardo Cattaneo della Volta (1487-1572), le 52e doge de Gênes ;
- Giovanni Battista Cattaneo (1638-1721), le 131e doge de Gênes et roi de Corse ;
- Nicolò Cattaneo (1679-1751), le 153e doge de Gênes et roi de Corse ;
- Cesare Cattaneo Della Volta (1680-1756), le 159e doge de Gênes.

## Pour approfondir